# Martin Keller (Mikrobiologe)
Martin Keller (* 1964 oder 1965) ist ein deutscher Wissenschaftler.

## Leben
Keller wurde 1993 an der Universität Regensburg in Mikrobiologie promoviert. 1996 ging er in die Vereinigten Staaten zu dem aufsteigenden Biotech-Unternehmen Diversa. Von 2006 bis 2015 war er in leitenden Positionen am Oak Ridge National Laboratory in Oak Ridge (Tennessee) tätig, zuletzt ab 2009 als Associate Laboratory Director for Energy and Environmental Sciences.
Seit 2015 ist Keller Direktor des National Renewable Energy Laboratory (NREL) in Golden (Colorado). Zugleich ist er Präsident der Alliance for Sustainable Energy, einem Unternehmen, das das NREL für das US-Energieministerium betreibt. Das NREL gilt als das führende Forschungsinstitut für erneuerbare Energien und Energieeffizienz in den Vereinigten Staaten.
Zum 1. November 2025 wird Keller als Nachfolger von Otmar Wiestler Präsident der Helmholtz-Gemeinschaft Deutscher Forschungszentren.
Darüber hinaus ist Keller Fellow der American Association for the Advancement of Science. Zudem gehört er dem Aufsichtsrat und dem Wissenschaftlichen Beirat des Forschungszentrums Jülich an.

## Werke
- Untersuchungen zu archaeellen Schwefelmetaboliten und Eisen-Schwefel getriebenen abiotischen Reaktionen zur Entstehung des Lebens. Regensburg 1993.